# 에르베 광장

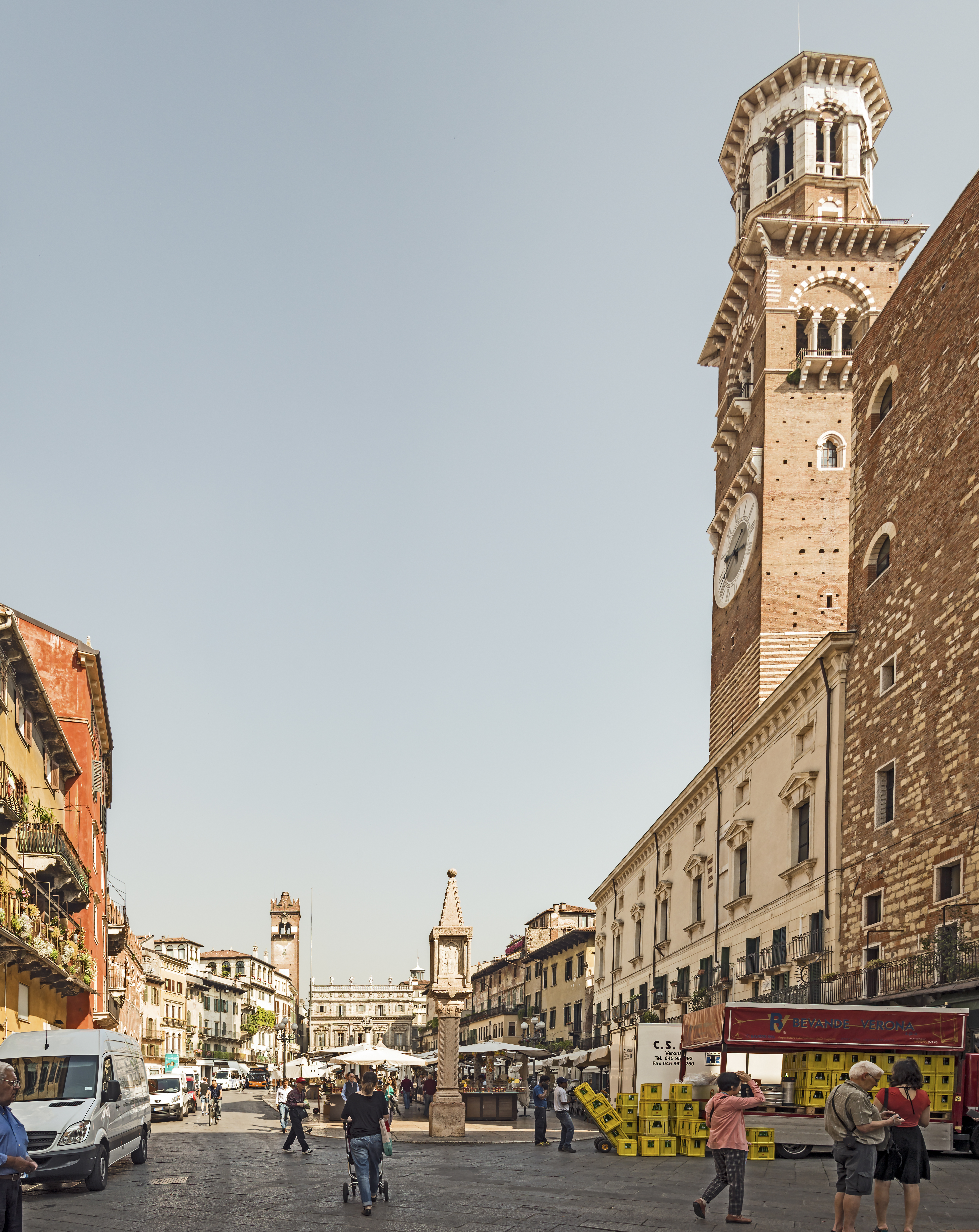
에르베 광장

에르베 광장(이탈리아어: Piazza delle Erbe 피아차 델레 에르베[*])은 이탈리아 베네토주 베로나에 있는 광장이다.
농산물을 판매하는 시장의 중심의 광장이었기 때문에 대표적인 상품인 허브의 이름을 따서 명명했다.